# سمنخكير إميريميشو
سمنخكير إميريميشو (بالإنجليزية: Imyremeshaw)‏ فرعون مصري من الأسرة الثالثة عشر خلال الفترة الانتقالية الثانية. حكم من مدينة ممفيس منذ عام 1759 قبل الميلاد أو 1711 قبل الميلاد. مدة حكمه غير معروفة فربما حكم لمدة خمس سنوات إلا أن المؤكد أن حكمه لم يدم لأكثر من عشر سنوات. يشهد على وجود إميريميشو تمثالان ضخمان معروضان اليوم في المتحف المصري بالقاهرة.